# Sam Strijbosch
Sam Strijbosch (Asten, 11 januari 1995) is een Nederlands voormalig voetballer die doorgaans speelde als middenvelder. Tussen 2015 en 2020 was hij actief voor Helmond Sport, Blauw Geel '38 en RKSV Nuenen.

## Clubcarrière
Strijbosch speelde in de jeugd van NWC Asten en werd later opgenomen in de opleiding van Helmond Sport. In de zomer van 2014 mocht de middenvelder zich aansluiten bij het eerste elftal. Strijbosch debuteerde voor Helmond Sport in de Eerste divisie op 9 februari 2015, toen in het Lavans Stadion met 0–5 werd verloren van Sparta Rotterdam. Vanwege blessureleed van onder meer Kevin Visser en Daniel Guijo-Velasco begon de middenvelder in de basis. Een kwartier voor tijd wisselde coach Jan van Dijk Strijbosch voor Arne van Geffen.
In 2017 werd Strijbosch voor één seizoen verhuurd aan Blauw Geel '38, zodat hij meer aan spelen toe kon komen. Echter keerde hij op 22 november 2017 alweer terug bij Helmond Sport. Het contract van Strijbosch bij Helmond liep medio 2018 af en hierop ging hij spelen voor RKSV Nuenen. In de zomer van 2020 besloot Strijbosch op vijfentwintigjarige leeftijd een punt te zetten achter zijn actieve loopbaan.

## Clubstatistieken
| Seizoen | Club             | Competitie     | Competitie | Competitie | Beker | Beker | Internationaal | Internationaal | Totaal | Totaal |
| Seizoen | Club             | Competitie     | Wed.       | Dlp.       | Wed.  | Dlp.  | Wed.           | Dlp.           | Wed.   | Dlp.   |
| ------- | ---------------- | -------------- | ---------- | ---------- | ----- | ----- | -------------- | -------------- | ------ | ------ |
| 2014/15 | Helmond Sport    | Eerste divisie | 15         | 0          | 0     | 0     | —              | —              | 15     | 0      |
| 2015/16 | Helmond Sport    | Eerste divisie | 14         | 3          | 0     | 0     | —              | —              | 14     | 3      |
| 2016/17 | Helmond Sport    | Eerste divisie | 8          | 0          | 0     | 0     | —              | —              | 8      | 0      |
| 2017/18 | → Blauw Geel '38 | Derde divisie  | 8          | 1          | 1     | 0     | —              | —              | 9      | 1      |
| 2017/18 | Helmond Sport    | Eerste divisie | 0          | 0          | 0     | 0     | —              | —              | 0      | 0      |
| Totaal  | Totaal           | Totaal         | 45         | 4          | 1     | 0     | 0              | 0              | 46     | 4      |

## Na zijn voetbalcarrière
Terwijl hij speler was bij RKSV Nuenen begon Strijbosch ook weer te werken voor Helmond Sport, waar hij begon als medewerker marketing en communicatie. Vanaf april 2022 vervulde hij bij diezelfde club de functie van technisch coördinator. De oud-voetballer werd in de zomer van 2025 overgenomen door Willem II, waar hij in dezelfde rol ging werken en technisch directeur Freek Heerkens ging ondersteunen. Hij tekende voor twee jaar in Tilburg.